# Unione Sportiva Lucchese Libertas 1963-1964
Questa pagina raccoglie le informazioni riguardanti l'Unione Sportiva Lucchese Libertas nelle competizioni ufficiali della stagione 1963-1964.

## Rosa
| N. |                   | Ruolo | Calciatore           |
| -- | ----------------- | ----- | -------------------- |
|    | Italia (bandiera) | D     | Auro Enzo Basiliani  |
|    | Italia (bandiera) |       | Biagini              |
|    | Italia (bandiera) | C     | Giulio Bongiovanni   |
|    | Italia (bandiera) | P     | Alfiero Caposciutti  |
|    | Italia (bandiera) | C     | Mario Conti          |
|    | Italia (bandiera) | C     | Giuseppe Fiaschi     |
|    | Italia (bandiera) | C     | Fabrizio Giovannetti |
|    | Italia (bandiera) | C     | Roberto Luna         |
|    | Italia (bandiera) | C     | Piero Maccioni       |
|    | Italia (bandiera) | C     | Ettore Mannucci      |
|    | Italia (bandiera) | C     | Edgardo Menotti      |

| N. |                   | Ruolo | Calciatore        |
| -- | ----------------- | ----- | ----------------- |
|    | Italia (bandiera) | C     | Paolo Morosi      |
|    | Italia (bandiera) | A     | Diego Oreste      |
|    | Italia (bandiera) | C     | Giuseppe Pacini   |
|    | Italia (bandiera) | C     | Aldo Pedretti     |
|    | Italia (bandiera) | C     | Giuliano Ratti    |
|    | Italia (bandiera) | A     | Mauro Ricci       |
|    | Italia (bandiera) | C     | Gabriele Scappi   |
|    | Italia (bandiera) | C     | Alfonso Sicurani  |
|    | Italia (bandiera) | P     | Moriano Tampucci  |
|    | Italia (bandiera) | P     | Gennaro Tassini   |
|    | Italia (bandiera) | A     | Emilio Venturelli |